# テレーズ・ブランシャール
テレーズ・ブランシャール（フランス語: Thérèse Blanchard、1925年パリ? - 1950年パリ）は、1935年から1939年にかけて、ポーランド系フランス人の画家バルテュス（本名バルタザール・クロソウスキー・ド・ローラ）が描いた10枚以上の絵画のモデルとなった少女。
20世紀から21世紀において、彼女の人物像は各国の学者の研究対象となった。2013年と2017年には、テレーズが描かれたバルテュスの署名な絵画を全て集めて展覧会が行われた。
バルテュスがテレーズを描いた絵画の内の一枚『少女と猫』は、ウラジーミル・ナボコフの小説『ロリータ』の表紙を飾った。